# Bundesamt für Verfassungsschutz

Logo van het BfV

Het Bundesamt für Verfassungsschutz (afgekort BfV of Bundesverfassungsschutz, Federale dienst voor de bescherming van de grondwet) is, naast de Bundesnachrichtendienst (BND) voor buitenlandse veiligheid en de 'Militärischer Abschirmdienst', een van de drie geheime diensten van Duitsland. De belangrijkste taak is het observeren van ongrondwettelijke activiteiten in Duitsland. 

De BfV werd in 1950 opgericht en sinds 2018 is Thomas Haldenwang (1960) de chef ervan.
Het Bundesamt für Verfassungsschutz is een federale dienst die ressorteert onder het Duitse ministerie van Binnenlandse Zaken. Naast deze federale dienst heeft elk van de 16 deelstaten een eigen Landesamt für Verfassungsschutz. Het hoofdkwartier van de Bundesverfassungsschutz is gevestigd in Keulen.
De Verfassungsschutz rapporteert periodiek over activiteiten van extremistische organisaties. De organisaties waarover de Verfassungsschutz rapporteert vallen in de volgende categorieën:
- Rechts-extremisten: neonazi's en partijen als de Nationaldemokratische Partei Deutschlands (NPD) en de Deutsche Volksunion (DVU).
- Links-extremisten: bijvoorbeeld de Deutsche Kommunistische Partei (DKP), Attac, Indymedia, het Berlijnse "Sozialforum" en de WASG.
- Extremistische organisaties van buitenlanders: bijvoorbeeld extremistische moslims.
- Overige antigrondwettelijke groeperingen, zoals Scientology, die door de Duitse overheid niet als kerk, maar als een commerciële organisatie wordt gezien.